# Muang Dakchung
Muang Dakchung är ett distrikt i Laos.   Det ligger i provinsen Sekong, i den sydöstra delen av landet, 600 km sydost om huvudstaden Vientiane.